# Ильгван (станция)
Станция «Ильгван» (кор. 일광역 Ильгваннёк) — железнодорожная станция Корейской национальной железнодорожной корпорации на железнодорожной линии Тонхэ и линии пригородно-междугородных электропоездов Тонхэ. Расположена в Самсонни волости Ильгван уезда Киджан в городе-метрополисе Пусан, Республика Корея. Станция была открыта 1 сентября 1935 года.